# Enrico Maniero
Enrico Maniero (Roma, 16 gennaio 1960) è un ex calciatore italiano.

## Carriera
Giocava nel ruolo di mediano. Ha militato in serie A con il Napoli nella stagione 1981-82, allenato da Rino Marchesi, collezionando 9 presenze. Ha esordito nella massima serie il 20 settembre 1981 a Cagliari nella partita Cagliari-Napoli (1-1).
Ha successivamente giocato in C/1 vestendo le maglie di Modena (1982-83) e Cosenza (dal 1983 al 1988) conquistando con quest'ultima una promozione in serie B attesa da ben 24 anni.
Ha poi giocato nel Pavia, nel Frosinone in C/2 nella stagione 1989-90. Con l'Avezzano ha vinto il torneo di serie D 1990-1991. Ha giocato poi con l'Aquila, due stagioni a Viterbo, per chiudere la carriera a Grosseto.

### Vita privata
Ha due figli, Marco e il più conosciuto Riccardo, anch'essi calciatori.

## Palmarès

### Giocatore

#### Competizioni giovanili
- Campionato Primavera: 1

Napoli: 1978-1979

#### Competizioni nazionali
- Serie C1: 1

Cosenza: 1987-1988
- Campionato Interregionale: 3

Avezzano: 1990-1991
L'Aquila: 1991-1992
Grosseto: 1994-1995